# Nothobranchius rosenstocki
Nothobranchius rosenstocki är en fiskart som beskrevs av Stefano Valdesalici och Wildekamp 2005. Nothobranchius rosenstocki ingår i släktet Nothobranchius och familjen Nothobranchiidae. IUCN kategoriserar arten globalt som starkt hotad. Inga underarter finns listade i Catalogue of Life.